# Everywoman
Everywoman és una pel·lícula muda al·legòrica dirigida per George Melford i protagonitzada per Violet Heming. La pel·lícula, basada en l'obra teatral homònima de Walter Browne, es va estrenar el desembre de 1919. Es considera una pel·lícula perduda.

## Argument
Una noia està subhastant un petó en una fira benèfica i se li acosten dos productors teatrals per oferir-li convertir-se en actriu. Després de rebre el consell de tres amigues, es desperta l'endemà al matí com a Everywoman (totes les dones). Les seves amigues s'han convertit en Modèstia, Joventut i Bellesa i els directors d'escena s'han convertit en Bluff i Stuff. Rebutja la proposta insistent de matrimoni d'un metge després que Adulació la convenci de presentar-se a l'escenari de la vida per trobar Amor. Quan confon Passió, un actor, per Amor, Modèstia l'abandona, però acaba rebutjant Passió quan descobreix que ell la vol només quan hi són presents Bellesa i Joventut. Passió fa que Dissipació robi Bellesa provocant que Bluff i Stuff abandonin Everywoman. Després de perdre Joventut amb el Temps, Everywoman intenta vendre's a Riquesa, un milionari, però ell la rebutja. Amb Ningú com a únic amic, segueix Veritat a casa descobrint que el fill d'aquesta és el metgei l'amor que buscava. Modèstia torna aviat seguida de Bellesa.

## Repartiment
- Theodore Roberts (Riquesa)
- Violet Heming (Everywoman)
- Clara Horton (Joventut)
- Wanda Hawley (Bellesa)
- Margaret Loomis (Modèstia)
- Mildred Reardon (Consciència)
- Edythe Chapman (Veritat)
- Bebe Daniels (Vici)
- Monte Blue (Amor)
- Irving Cummings (Passió)
- James Neill (Ningú)
- Raymond Hatton (Adulació)
- Lucien Littlefield (Lord Testimoni)
- Noah Beery (Bluff)
- Jay Dwiggins (Stuff)
- Tully Marshall (Puff)
- Robert Brower (Edat)
- Charles Stanton Ogle (Temps)
- Fred Huntley (Dissipació)
- Clarence Geldart (subhastador)